# Olympische Sommerspiele 1904/Boxen – Weltergewicht
Die Boxkämpfe im Weltergewicht bei den Olympischen Sommerspielen 1904 in St. Louis fanden am 21. und 22. September im Francis Gymnasium statt. Es nahmen vier US-Amerikaner teil, dennoch galt diese Veranstaltung als olympisch: Sie war nicht als nationale Meisterschaften ausgeschrieben und Ausländer wären teilnahmeberechtigt gewesen.
Jeder Kampf war über drei Runden angesetzt; die beiden ersten waren drei Minuten lang, die dritte Runde dauerte vier Minuten.

## Wettkampfverlauf
Albert Young und Harry Spanjer gewannen die Halbfinalkämpfe und qualifizierten sich somit für das Finale. Youngs Gegner Frank Floyd, der unter dem Namen Jack Egan antrat, wurde ein paar Jahre später disqualifiziert, da er unter einem Decknamen antrat. Im November 1905 wurde er von der Amateur Athletic Union ausgeschlossen; infolgedessen wurden ihm alle Titel aberkannt.

## Ergebnisse
|  | Halbfinale 21. September 1904 | Halbfinale 21. September 1904 |              |               | Finale 22. September 1904 | Finale 22. September 1904 |
|  |                               |                               |              |               |                           |                           |
|  |                               |                               |              |               |                           |                           |
|  | Albert Young                  |                               |              |               |                           |                           |
|  | Jack Egan                     | DSQ                           |              |               |                           |                           |
|  |                               |                               | Albert Young | Pt.           |                           |                           |
|  |                               |                               |              | Harry Spanjer |                           |                           |
|  | Harry Spanjer                 | Pt.                           |              |               |                           |                           |
|  | Joseph Lydon                  |                               |              |               |                           |                           |
|  |                               |                               |              |               |                           |                           |